# Matlama FC
Matlama Football Club w skrócie Matlama FC – sotyjski klub piłkarski grający w pierwszej lidze sotyjskiej, mający siedzibę w mieście Maseru.

## Sukcesy
- I liga[1]:
  - mistrzostwo (11):  1974, 1977, 1978, 1982, 1986, 1988, 1992, 2003, 2010, 2019, 2022.

- Puchar Lesotho[2]:
  - zwycięstwo (6): 1976, 1979, 1980, 1987, 1992, 1994.

## Występy w afrykańskich pucharach
| Sezon     | Rozgrywki                 | Runda       | Kraj              | Klub                         | Dom | Wyjazd | Dwumecz      |
| --------- | ------------------------- | ----------- | ----------------- | ---------------------------- | --- | ------ | ------------ |
| 1975      | Puchar Mistrzów           | 1           | Malawi            | Bata Bullets                 | –   | –      | –            |
| 1977      | Puchar Zdobywców Pucharów | 1           | Nigeria           | Rangers International        | 2–6 | 2–5    | 4–11         |
| 1978      | Puchar Mistrzów           | 1           | Madagaskar        | AS Corps Enseignement        | 2–1 | –      | 2–1          |
| 1978      | Puchar Mistrzów           | 2           | Zambia            | Green Buffaloes FC           | 0–0 | 0–1    | 0–1          |
| 1979      | Puchar Mistrzów           | 1           | Mozambik          | Grupo Desportivo de Maputo   | 1–0 | 2–3    | 3–3          |
| 1979      | Puchar Mistrzów           | 2           | –                 | wolny los                    | –   | –      | –            |
| 1979      | Puchar Mistrzów           | ćwierćfinał | Kamerun           | Union Duala                  | 1–3 | 0–2    | 1–5          |
| 1980      | Puchar Zdobywców Pucharów | 1           | Mozambik          | Palmeiras de Beira           | 2–0 | 3–2    | 5–2          |
| 1980      | Puchar Zdobywców Pucharów | 2           | Kenia             | Ramogi Mombasa               | 1–1 | 0–0    | 1–1          |
| 1981      | Puchar Zdobywców Pucharów | 1           | Zambia            | Power Dynamos FC             | 1–1 | 0–2    | 1–3          |
| 1983      | Puchar Mistrzów           | 1           | Mozambik          | Clube Ferroviário de Maputo  | 1–3 | 1–2    | 2–5          |
| 1987      | Puchar Mistrzów           | wstępna     | Botswana          | Gaborone United              | 2–0 | 1–0    | 3–0          |
| 1987      | Puchar Mistrzów           | 1           | Uganda            | Nakuvubu Villa               | 0–1 | 0–4    | 0–5          |
| 1988      | Puchar Zdobywców Pucharów | wstępna     | Mozambik          | CD Maxaquene                 | 2–1 | 0–4    | 2–5          |
| 1989      | Puchar Mistrzów           | wstępna     | Botswana          | Botswana Defence Force XI FC | 0–1 | 1–4    | 1–5          |
| 1992      | Puchar Zdobywców Pucharów | wstępna     | Tanzania          | Railways SC                  | 1–0 | 0–1    | 1–1 (k. 2–3) |
| 1993      | Puchar Mistrzów           | wstępna     | Mauritius         | Sunrise Flacq United SC      | 2–1 | 1–3    | 3–4          |
| 1995      | Puchar Zdobywców Pucharów | wstępna     | Mauritius         | Tamil Cadets Club            | 2–1 | 1–3    | 3–4          |
| 2004      | Liga Mistrzów             | wstępna     | Południowa Afryka | Orlando Pirates              | 0–4 | 0–3    | 0–7          |
| 2011      | Liga Mistrzów             | wstępna     | Południowa Afryka | Supersport United FC         | 2–1 | 0–2    | 2–3          |
| 2019/2020 | Liga Mistrzów             | wstępna     | Angola            | Atlético Petróleos de Luanda | 0–2 | 0–2    | 0–4          |
| 2022/2023 | Liga Mistrzów             | 1           | Kamerun           | Coton Sport FC de Garoua     | 0–3 | 0–1    | 0–4          |

## Stadion
Domowe mecze klub rozgrywa na stadionie o nazwie Pitso Ground w Maseru, który może pomieścić 3000 widzów.